# Skattlösbergs Stormosse naturreservat
Skattlösbergs Stormosse naturreservat är ett naturreservat i Ludvika kommun i Dalarnas län.
Området är naturskyddat sedan 2025 och är 1 274 hektar stort. Reservatet ligger väster om Ludvika och består av ett myrområde med ett komplex av kärr och mossar.